# 臺東縣公共自行車租賃系統
臺東縣公共自行車租賃系統是臺灣臺東縣的公共自行車租賃系統，由臺東縣環境保護局負責提案，YouBike微笑單車負責建置和營運，於2024年12月12日投入營運，2026年達120個站點。

## 歷史
- 2024年12月10日，臺東服務中心正式營運。
- 2024年12月12日，Youbike2.0系統於臺東縣正式營運。

## 營運時間
- 租賃系統營運時間：24小時
- 服務中心地址：臺東縣臺東市新生路412號
- 服務中心營運時間：週二至週六 11:00－19:00，週日、週一不對外服務。

## 租賃方式
- 採用無人管理自助式服務，可甲地租乙地還，各站皆可使用電子票證、YouBike 2.0官方App（需綁定信用卡）進行靠卡或掃碼租賃。
- 每個會員帳號最多可以綁定5張卡（一卡通、悠遊卡及信用卡）。
- 一張卡片最多可租借1輛自行車。
- 使用電子票證租借時，卡片儲值餘額需≧0元才可租借使用。

## 租賃費率
- YouBike微笑單車採用累進費率，2024年12月12日至2025年3月31日YouBike 2.0由臺東縣政府補助前30分鐘免費騎乘。4小時內每30分鐘新臺幣12元，4至8小時為每30分鐘24元，超過8小時為每30分鐘48元，使用未滿30分鐘以30分鐘計算。
- 2024年12月12日至2025年3月31日 YouBike 2.0E 前30分鐘由臺東縣政府前30分鐘補助10元。YouBike 2.0E 前2小時每30分鐘20元，超過2小時每30分鐘40元，使用未滿30分鐘以30分鐘計算。
- 2025年4月1日至2025年12月31日 YouBike 2.0 及 YouBike 2.0E 前30分鐘由臺東縣政府前30分鐘補助5元。
- 如跨區借還自行車，將酌收跨區調度費：
  - 臺東縣騎至臺北市/新北市歸還，或臺北市/新北市騎至臺東縣歸還，需酌收調度費用新台幣1040元。
  - 臺東縣騎至桃園市歸還，或桃園市騎至臺東縣歸還，需酌收調度費用新台幣1075元。
  - 臺東縣騎至新竹縣/新竹市/竹科歸還，或新竹縣/新竹市/竹科騎至臺東縣歸還，需酌收調度費用新台幣1135元。
  - 臺東縣騎至苗栗縣歸還，或苗栗縣騎至臺東縣歸還，需酌收調度費用新台幣1130元。
  - 臺東縣騎至臺中市歸還，或臺中市騎至臺東縣歸還，需酌收調度費用新台幣1165元。
  - 臺東縣騎至嘉義縣、嘉義市、臺南市、高雄市、屏東縣歸還，或嘉義縣、嘉義市、臺南市、高雄市、屏東縣騎至臺東縣歸還，需酌收調度費用新台幣750元。

## 租賃站分布
截至2025年7月31日，共設有86個租賃站點，設點的行政區包括臺東市（69站）、卑南鄉（6站）、鹿野鄉（8站）、關山鎮（3站）。

## 外部連結
- 臺東微笑單車
- YouBike東台灣粉絲團的Facebook專頁
- 臺東縣環境保護局的Facebook專頁